# Molocanos
São designadas como molocanos (russo:  молокан; IPA: [məlɐˈkan] ou молоканин) vários grupos do cristianismo espiritual que têm grandes diferenças entre si. O ponto em comum é a rejeição do formalismo institucionalizado da Igreja Ortodoxa Russa em uma busca pelo "cristianismo original". Desse modo, enfatizaram a espiritualidade e a prática espiritual; mas adotam algumas práticas sacramentais, como o batismo nas águas, como sinais e símbolos tangíveis de verdades espirituais mais importantes.
Costumam eleger um conselho de anciãos que lideram a comunidade e preservam uma espécie de sucessão apostólica.
Adotam práticas semelhantes aos quakers e menonitas europeus, como pacifismo, organização comunitária, reuniões espirituais e subgrupos.

## História
Entre 1779 e 1780, ocorreu uma cisão que diferenciou os molocanos dos doukhobors. Segundo os molocanos, os doukhobors negligenciavam preceitos bíblicos por acreditarem que Deus se comunicava diretamente com eles. Desse modo, dão maior importância a aspectos racionais, enquanto que os doukhobors dão maior importância aos aspectos místicos.
O fundador do movimento foi Semen Matveev Uklein (1733-1809), que era genro de Ilarion Poberokhin (1720-1792), um líder dos doukhobors.
Se estabeleceram em assentamentos ao longo do Rio Volga e na fronteira sudeste da Rússia, espalhando-se nas províncias de Oremburgo, Saratov e Astracã, pelo menos até a morte do fundador em 1809.
A partir de 1795, foram aplicadas diversas restrições contra os molocanos (бесшапочники), para evitar o crescimento do número de adeptos. Desse modo as pregações para outras comunidades foram proibidas e diversos missionários foram presos ou banidos  . Com a impedimento de novas conversões, foram forçados a endogamia.
A partir da década de 1830, muitos foram forçados a se mudar para a Armênia, Azerbaijão, Ucrânia, Ásia central e Sibéria.
Em 1833, ocorreu um cisma do qual surgiram os "molocanos Saltadores", ou seja, molocanos que adotaram práticas típicas de grupos pentecostais. Esses também ficaram conhecidos como: "Prygunies" ou "Skakunies" .
No início do século XX, cerca de 2.000 Prygunies emigraram para os Estados Unidos, estabelecendo-se primeiro na parte leste de Los Angeles. Depois maior parte, preferiu se isolar em comunidades rurais em Vale do Guadalute (Baixa Califórnia - México), Arizona, centro da Califórnia e algumas outras partes da costa oeste e Canadá. concessão de terras do governo mexicano e estabeleceu-se no vale de Guadalupe em Baja California, México.
Entre 1905 e 1912, menos de mil molocanoes tradicionais emigraram para outros países, muitos dos quais se estabeleceram perto de outros imigrantes russos não-ortodoxos em um enclave étnico nas proximidades de São Francisco (Califórnia), onde, em 1929, construíram um templo. Um segundo templo foi estabelecido perto de Sheridan, também na Califórnia, para servir aos que estavam espalhados no norte daquele estado norte americano.
Dentre os motivos para a emigração, pode-se citar o fato de que as crenças pacifistas dos molocanos os levavam a recusar-se a participar do alistamento militar, o que gerava represálias das autoridades do Império Russo
O censo 1912, contou 133.935 molocanoes tradicionais ("postoyaniyes") e 4.844 Prygunies na Rússia.
Após a Revolução Russa, eles foram classificado como um grupo étnico na União Soviética.

## Na atualidade
Atualmente existem cerca de 20.000 pessoas se identificam como molocanos em países da antiga União Soviética. Existem aproximadamente 200 templos molocanoas, 150 deles na Rússia e no Azerbaijão. Eles também estão presentes no sul da Ucrânia, Armênia e Ásia Central, para onde seus ancestrais foram enviados na época do Império Russo.
Nos Estados Unidos, residem aproximadamente 25.000 molocanos, maioria deles em Los Angeles (principalmente na parte leste da cidade) ou nas proximidades, principalmente em Boyle Heights e Commerce.
Durante a década de 1960, outros molocanos se estabeleceram no sul do Alasca e na Austrália, onde maior parte deles reside no sul do país, mas há várias famílias no oeste e um pequeno grupo que reside em Queensland.
No Canadá, residem mais de 1.000 molocanos, principalmente na Província da Colúmbia Britânica, e centenas em Alberta, mantendo seu estilo de vida comunitário.
Um pequeno grupo de molocanos vive no Uruguai.